# Muriaux
Muriaux (hist. Spiegelberg) − miejscowość i gmina w północno-zachodniej Szwajcarii, w kantonie Jura, w okręgu Franches-Montagnes. 1 stycznia 2009 do gminy przylączono gminę Le Peuchapatte.

## Demografia
W Muriaux mieszka 511 osób. W 2020 roku 5,5% populacji gminy stanowiły osoby urodzone poza Szwajcarią. 

## Transport
Przez teren gminy przebiega droga główna nr 18. 